# Peter Whittingham
Peter Michael Whittingham (Nuneaton, Inglaterra, 8 de septiembre de 1984-Cardiff, Gales, 19 de marzo de 2020) fue un futbolista inglés que jugaba como centrocampista.

## Trayectoria
Formado en la cantera del Aston Villa, Peter Whittingham compitió en el club de la Premier League (2003-2007), aunque no fue hasta su llegada al Cardfiff City (2007-2017) cuando comenzó a destacar por su juego. Anteriormente había estado cedido al Burnley y al Derby County. Su papel fue determinante para el ascenso del club galés a la Premier (2013), además de conseguir llegar a las finales de la FA Cup (2008) y de la de la Copa de la Liga (2012). 
En 2017 abandonó el club galés para unirse a los Blackburn Rovers F. C. Rescindió su contrato en agosto de 2018 y este acabó siendo el último equipo de su carrera.

## Vida privada
Falleció en la capital galesa el 19 de marzo de 2020, después de permanecer una semana en el hospital, curándose de una lesión en la cabeza provocada por una caída en un pub de Barry.

## Clubes
| Club                        | País       | Año       |
| --------------------------- | ---------- | --------- |
| Aston Villa F. C.           | Inglaterra | 2003-2007 |
| Burnley F. C. (cedido)      | Inglaterra | 2005      |
| Derby County F. C. (cedido) | Inglaterra | 2005      |
| Cardiff City F. C.          | Gales      | 2007-2017 |
| Blackburn Rovers F. C.      | Inglaterra | 2017-2018 |